# 麥盧卡獨特因子
麥盧卡獨特因子（®；簡寫UMF），亦作獨特麥盧卡因子（簡稱獨麥子）是紐西蘭蜂蜜生產商組成的活性麥盧卡蜂蜜協會（Active Manuka Honey Association，簡寫AMHA）用來標示蜂蜜抗細菌強度的分級。他們宣稱麥盧卡獨特因子是麥盧卡樹（Mānuka，學名）的花蜜(亦即麥蘆卡蜂蜜)內的一種化學成份，具有抗菌效果，但目前尚無研究證實此說。

## 參看
- 麥盧卡樹